# Battaglia di Mionesso
La battaglia di Mionesso ebbe luogo nell'estate del 190 a.C. tra l'esercito seleucide di Antioco III il Grande e quello romano comandato da Lucio Emilio Regillo.

## Contesto storico
L'anno successivo, nel 190 a.C. la flotta di Rodi, alleata dei romani, sconfisse una flotta di navi seleucide condotta dallo stesso Annibale, presso Side e le foci del fiume dell'Eurimedonte; fu questa l'ultima battaglia combattuta dal grande generale cartaginese. Questa vittoria fu bissata, nello stesso anno, da una nuova battaglia combattuta presso capo Myonessus dove la flotta romana e rodese si scontrarono con quella seleucide.

## La battaglia
Il fallimento di Annibale costrinse il navarco Polissenida a venire a battaglia contro Regillo nell'estate del 190 a.C. Polissenida disponeva di 89 navi, mentre Regillo ne aveva 80 delle quali 22 erano della squadra navale di Rodi, comandata da Eudorus. Quando Eudorus vide che Polissenida stava schierando le proprie navi su un fronte molto più ampio di quello romano e prevedendo che avrebbe cercato l'accerchiamento del nemico, si allontanò dalle navi romane con le proprie navi dotate di abili rematori e inviò un brulotto contro la nave di Polissenida ed il fuoco si sparse dovunque ed i Seleucidi dovettero fare molta fatica per allontanare la minaccia spegnendo al contempo gli incendi diffusi sulle navi. Inoltre due navi si affrontarono, una di Rodi ed una di Sidone, e queste due navi si agganciarono una all'altra permettendo uno scontro corpo a corpo fra gli equipaggi. Mentre molti altri si affannavano ad unirsi allo scontro, i Romani ruppero la linea di battaglia del nemico e, prima che i nemici lo sapessero, li circondarono. Polissenida perse 42 navi e si ritirò a Efeso. Questa vittoria fu importante poiché permise all'esercito romano di terra di attraversare l'Ellesponto indisturbato ed invadere l'Asia Minore. A questa vittoria seguì quella fondamentale di Magnesia dello stesso anno, e la successiva pace di Apamea del 188 a.C.